# Università di Dundee
L'Università di Dundee (The University of Dundee) è un'università situata nella città di Dundee, Scozia. 
Nel 2008 viene ad essere proclamata dal giornale britannico Times "Scottish University of the Year" ovvero "Università scozzese dell'anno".
Nel 2011 si classifica prima nel Regno Unito per farmacologia e seconda per odontoiatria, subito dopo Oxford. L'Università di Dundee è la meta privilegiata per gli studi scientifici - medicina, odontoiatria, economia, ingegneria - mentre l'Università di St Andrews è, generalmente, la meta prediletta per gli studi umanistici. 
Nel 2012 viene riconosciuta dal Times Higher Education come migliore esperienza universitaria in tutto il Regno Unito, scavalcando di buon grado le rivali Oxford e Cambridge. 
A partire dall'anno 2012 le tasse universitarie sono salite a 9.000 sterline annue, circa 11.000 Euro, in linea con le migliori università britanniche.
Il rettore dell'università è stato dal 2010 al 2016 il famoso attore hollywoodiano Brian Cox. Il nuovo rettore è il trentatreenne recordman Mark Beaumont (ha effettuato il giro del mondo in bici in 194 giorni e 17 ore).

## Storia
Dopo essere stata fondata nel 1881 l'università di Dundee è stata per gran parte della sua esistenza un collegio costituente dell'Università di St Andrews, insieme al United College e St Mary's College, entrambi localizzati a St Andrews. Crescendo man mano in grandezza e in prestigio ha ottenuto la propria indipendenza nel 1967 seppur mantenendo le stesse tradizioni e lo stesso sistema amministrativo proprio dell'università da cui discende.